# ليه بيري (سياسي)
ليه بيري هو دبلوماسي واقتصادي وسياسي أسترالي، ولد في 25 فبراير 1913 في لندن في المملكة المتحدة، وتوفي في 7 سبتمبر 1986 في سيدني في أستراليا. نشط حزبياً في الحزب الليبرالي الأسترالي. وقد انتخب وزير الخارجية ‏ وانتخب عضو مجلس النواب الأسترالي ‏ عن دائرة ونتوورث ‏ (8 ديسمبر 1956 – 11 أبريل 1974).